# Гаращенко Кирило Денисович
Кирило Денисович Гаращенко (16 квітня 1998, Запоріжжя) — український плавець, призер літніх Паралімпійських ігор 2020. Майстер спорту України міжнародного класу.
Представляє Запорізьку область.

## Спортивні досягнення
- Чемпіон та багаторазовий срібний призер Чемпіонату Європи 2018 року
- Чемпіон, срібний та дворазовий бронзовий призер Чемпіонату світу 2019 року
- Чемпіон, срібний та триразовий бронзовий призер Чемпіонату Європи 2021 року
- Двократний чемпіон та срібний призер Чемпіонату світу 2022 року